# Уильямс, Синди
Синди Уильямс (англ. Cindy Williams, 22 августа 1947, Лос-Анджелес — 25 января 2023, Лос-Анджелес) — американская актриса, известная по роли Ширли Фини в комедийном сериале «Лаверна и Ширли» (1976—1982), который принес ей номинацию на премию «Золотой глобус», а также по роли в фильме 1973 года «Американские граффити».

## Биография
Синди Уильямс родилась в Ван-Найс, Калифорния. Окончила среднюю школу Бирмингема, а позже Los Angeles City College.
Уильямс наиболее известна по роли Ширли Фини в комедийном сериале «Лаверна и Ширли», который принес ей номинацию на премию «Золотой глобус», где она снималась с 1976 по 1982 год. В полнометражном кино она снялась в таких лентах как «Газ! Или как пришлось уничтожить мир, чтобы его спасти» (1971), «Берегись капли» (1972), «Путешествия с моей тетей» (1972), «Американские граффити» (1973), который принес ей номинацию на BAFTA, «Разговор» (1974), «Первый нудистский мюзикл» (1976), «Новые американские граффити» (1979), «Голый космос» (1983), «Эйфория» (1985), «Внезапное пробуждение» (1989), «Бинго» (1991), «Экстремальная ситуация» (1995), «Степфордские мужья» (1996), «Познакомьтесь с Уолли Спарксом» (1997) и «Самый большой поклонник» (2002).
После завершения «Лаверны и Ширли» она снялась в нескольких неудачных ситкомах. В последние годы она по большей части выступала на Бродвее, а также изредка появлялась на телевидении, в шоу «8 простых правил для друга моей дочери-подростка» и «Закон и порядок: Специальный корпус».

## Личная жизнь
С 1982 по 2000 год была замужем за певцом Биллом Хадсоном. У них двое детей: дочь Эмили (р. 1982) и сын Захари (р. 1986).